# Johann Christoph Pezel
Johann Christoph Pezel, také Betzel, Petzold, Pecelius, (5. prosince 1639, Kladsko – 13. října 1694, Budyšín) byl německý městský pištec a hudební skladatel.

## Život
Johann Christoph Pezel se narodil v českém Kladsku (od roku 1945 polské Kłodzko) 5. prosince 1639. O jeho biografii jsou do roku 1664 jen útržkovité zprávy. Snad navštěvoval gymnázium v Budyšíně a jednu (moravskou) klášterní školu. Jako „vyzkoušený klarinista“ se stal v dubnu 1664 v Lipsku nejprve čtvrtým houslistou, kterým byl až do roku 1669, kdy byl angažován na místo (nejvýše postaveného) městského pištce. V témže roce začal vydávat své vlastní kompozice. Roku 1673 je prokazatelně zmiňován jako vedoucí sdružení Collegium musicum. Odmítnuty byly jeho žádosti o místo kantora lipské Tomášské školy v roce 1677 („protože je tady městským pištcem“) stejně jako žádosti o místo městského kornetisty v Drážďanech roku 1675 a 1679. Přesto se těšil v Lipsku značné autoritě a v květnu 1680 byl bez zkušební hry angažován na místo městského kornetisty (tzv. městský muzikus) v Budyšíně. Vzhledem k tomu, že v Lipsku tehdy na rozdíl od Budyšína zuřil mor, mohl nastoupit až létě roku 1681. Mezitím se zvětšil rozsah jeho pracovních úkolů, neboť vedle běžných povinností městského pištce se měl Pezel jako director musicae instrumentalis v Budyšíně střídat také při vedení chrámové hudby s Johannem Danielem Gumbrechtem, kantorem chrámu sv. Petra. Po kompetenčních sporech s ním dala městská rada v roce 1685 za pravdu Pezelovi a svěřila mu vedení chrámové hudby, čímž potvrdila jeho beztak vedoucí roli v hudebním životě Budyšína, přestože to bylo v rozporu s předpisy, podle nichž měl být městský muzikus kantorovi podřízen.

## Dílo
Pezel je vrcholným představitelem středoněmecké tradice městského pištectví a věžové hudby. Jeho hudební kompozice se vyznačují bohatou fantazií (ojediněle až bizarností) a myšlenkovou hloubkou stejně jako mistrovsky zvládnutým skladatelským řemeslem. Pezelovo mísení italské sladkosti a německé obtížnosti připomíná styl Johanna Rosenmüllera, lapidárnost a barevnost zvuku zase staré benátské slavnostní sonáty.

### Instrumentální hudba
- Musika Vespertina Lipsica, 1669 (Suity pro smyčcové nástroje)
- Hora decima musicorum Lipsiensium, 1670 (Sonáty pro dechové nebo smyčcové nástroje)
- Schöne, lustige und anmuthige neue Arien, 1672
- Bicinia variorum instrumentorum, 1675
- Delitiae musicales, 1678
- Fünfstimmige blasende Music, 1685 (Sonáty pro 3 pozouny a 2 cinky)
- Opus musicum sonatarum praestantissimarum 6 instrumentis instructum (25 sonát pro smyčcové a dechové nástroje)